# Aux Raus
Aux Raus was een Nederlands muzikaal duo bestaande uit Bastiaan Bosma en Luuk Bouwman. Hun muziek kan worden beschreven als een soort hardcore-punk met technobeats. Ook wordt de term "gabberpunk" wel gebruikt. De live-shows van Aux Raus eindigen vaak met een halfnaakte frontman. In 2012 hielden zij er na een afscheidstournee mee op.

## Biografie
Aux Raus bracht in 2006 het album This Is How This Works uit in Mexico op het label Nuevos Ricos en het jaar daarna in Nederland op het Amsterdamse platenlabel Angst Recordings. Het album won een 3voor12 award en een Essent Award voor beste album. Het duo stond op Noorderslag 2008 als winnaar van deze laatste prijs. Daarnaast traden de twee onder meer op op de festivals Lowlands 2007 en 2009, Noorderslag 2007 en op het podium van Club 3voor12.
De band leverde ook een bijdrage op het album RMXXX van The Moi Non Plus.

### Top Notch
Op 21 augustus 2009 werd het album The Brick Is In The Air uitgebracht, op het bekende nederhoplabel Top Notch. Aux Raus was de eerste gabberpunk-act op Top Notch. Daarvoor hadden ze alleen hiphop, reggae, r&b en bubbling uitgegeven. Het album werd goed ontvangen en in 2010 bracht het duo een remixalbum uit.
Voor enkele (festival)optredens trad de band op met een uitgebreide bezetting, onder de noemer Aux Raus Deluxe. De rol van tweede gitarist werd afwisselend ingevuld door Oeds Beydals en Thomas Sciarone. Jane en Kiki verzorgden de achtergrondzang. Na de release van hun derde plaat All Creeping Things Stopped Creeping trad de band vast op met een tweede gitarist, ook nu weer afwisselend ingevuld door Beydals en Sciarone.
Op 21 januari 2012 speelde Aux Raus na zeven jaar zijn laatste show in de Paradiso te Amsterdam.

## Discografie
Releases
| Jaar | Album                                | Land      | Label         |
| ---- | ------------------------------------ | --------- | ------------- |
| 2006 | This Is How This Works               | Mexico    | Nuevos Ricos  |
| 2007 | This Is How This Works               | Nederland | Angst Records |
| 2009 | The Brick Is in the Air              | Nederland | Top Notch     |
| 2010 | Aux Raux Remixes                     | Nederland | Top Notch     |
| 2011 | All Creeping Things Stopped Creeping | Nederland | Top Notch     |

### Hitnoteringen
| Album met eventuele hitnotering(en) in de Nederlandse Album Top 100 | Datum van verschijnen | Datum van binnenkomst | Hoogste positie | Aantal weken | Opmerkingen |
| ------------------------------------------------------------------- | --------------------- | --------------------- | --------------- | ------------ | ----------- |
| The Brick Is in the Air                                             | 2009                  | 29-08-2009            | 93              | 1            |             |